# 파파르 림바하우 세인트 메리 국립중등학교
파파르 림바하우 세인트 메리 국립중등학교(말레이어: SMK St. Mary Limbahau Papar)는 말레이시아 사바주 파파르에 위치한 중학교이다. 1965년에 개교했으며 2009년 기준으로 423명의 남학생 및 391명의 여학생으로 총 814명의 학생과 52명의 교사가 있다. 교훈은 고통 없이는 얻는 것도 없다(영어: No Pains No Gains)이다.

## 역대 교장
| 임기                               | 이름                          |
| ---------------------------------- | ----------------------------- |
| 1965년 1월 ~ 1966년 6월            | 레버런드 판 펠첸              |
| 1966년 6월 ~ 1971년 12월           | 레버런드 J. H. 후드하르트     |
| 1972년 1월 ~ 1975년 12월           | 링콰화                        |
| 1976년 1월 ~ 1980년 12월           | 레버런드 성모 마리아 알폰서스 |
| 1981년 1월 ~ 1982년 12월           | 레버런드 성모 마리아 테레사   |
| 1983년 1월 ~ 1988년 12월           | 프랜시스 로퀴첸               |
| 1988년 12월 ~ 1994년 12월 23일     | 이렌 웡                       |
| 1994년 12월 23일 – 1995년 5월 18일 | 도네이터스 저스틴             |
| 1995년 5월 19일 ~ 1998년 3월       | 마이클 B. 바이칸              |
| 1998년 3월 ~ 2006년                | 페니 림사이쿄우               |
| 2006년 ~ 2011년                    | 티옹아이핑                    |